# Stazione di Ceriano Laghetto-Solaro
La stazione di Ceriano Laghetto-Solaro è una  stazione ferroviaria posta sulla linea Saronno-Seregno, a servizio dei comuni omonimi di Ceriano Laghetto, sul cui territorio sorge, e Solaro. Prima del 2012 era nota col solo nome di Ceriano Laghetto.

## Storia
La stazione fu aperta nel 1887 assieme al tronco Saronno-Seregno, che completava la linea da Novara a Seregno.
Nel 1958, con la cessazione del servizio viaggiatori sulla tratta Saronno–Seregno, la stazione è stata adibita esclusivamente all'incrocio di convogli merci.
La stazione è stata ristrutturata e riaperta all'esercizio il 9 dicembre 2012, in occasione del prolungamento della linea S9 da Seregno (MB) a Saronno (VA) e la conseguente riapertura della tratta al traffico viaggiatori.

## Movimento
La stazione è servita dalla linea S9 del servizio ferroviario suburbano di Milano con frequenza semioraria.